# نيل ألين
نيل ألين (بالإنجليزية: Neil Allen)‏ هو لاعب كرة قاعدة أمريكي، ولد في 24 يناير 1958 في كانساس سيتي في الولايات المتحدة.

## وصلات خارجية
- نيل ألين على موقع دوري كرة القاعدة الرئيسي (الإنجليزية)
- نيل ألين على موقعبيزبول رفرنس.كوم (الدوري الرئيسي) (الإنجليزية)
- نيل ألين على موقعبيزبول رفرنس.كوم (الدوري الثانوي) (الإنجليزية)
- نيل ألين على موقع إي إس بي إن.كوم (أم.أل.بي) (الإنجليزية)
- نيل ألين على موقع مشجعي الرسوم البيانية (الإنجليزية)